# Analía Saban
Analía Saban (1980) es un artista contemporánea argentina; que trabaja en Los Ángeles. Su trabajo abarca dibujo, pintura y escultura.

## Obra
Saban ha dicho de su trabajo que " utilizo un espectro de los materiales que dependen de las necesidades de ser transportadas a través del trabajo." A menudo trabaja con materiales en maneras que confunde o subvierte su significado típico o uso en práctica de arte del estudio: por ejemplo, a menudo lanza objetos en pintura acrílica. Es bien conocida por crear pinturas en que la pintura es esculpida por un láser. En muchos de sus trabajos está implicada la "deconstrucción" de pintar.
Su obra ha sido exhibida ampliamente en EE. UU. y Europa.

## Exhibiciones individuales
- 2005: Bit by Bit, Kim Light Gallery / LightBox Gallery (Inaugural Exhibition), Los Ángeles, CA
- 2007: When things collapse, Praz-Delavallade, Paris, Francia
- 2007: Wet Paintings in the Womb, Galerie Sprüth Magers Projekte, Múnich, Alemania
- 2009: Light Breaks Out of Prism, Thomas Solomon Gallery, Los Ángeles, CA
- 2009: Living Color, Praz-Delavallade, Paris, Francia
- 2010: Froing and Toing, Light and Wire Gallery
- 2010: Information Leaks, Josh Lilley Gallery, Londres
- 2011: Dig, Praz-Delavallade, Paris, Francia
- 2011: Derrames, 11x7 Galeria, Buenos Aires
- 2011: Grayscale, Thomas Solomon Gallery, Los Angeles, CA
- 2012: Gag, Tanya Bonakdar Gallery, New York, NY
- 2013: Bathroom Sink, etc., Sprueth Magers, Berlín
- 2013: Datum, Josh Lilley Gallery, Londres